# Oud-Heverlee Leuven
El Oud-Heverlee Leuven, o abreviadamente OH Leuven, es un club de fútbol belga de la ciudad de Lovaina en la provincia del Brabante Flamenco. El club fue fundado en 2002 con la fusión de tres clubes de Lovaina, FC Zwarte Duivels Oud-Heverlee, Daring Club Leuven y K Stade Leuven. El color del club es el blanco, pero también el verde, el rojo y el negro. Su estadio es 'Den Dreef' en el barrio de Heverlee con capacidad para 10.020 espectadores y juega en la Primera División de Bélgica.

## Historia

### Tres clubes de Lovaina
'K Stade Leuven se funda en 1903, más tarde pasaría a llamarse Stade Louvaniste. Recibe el número de matrícula 18. En el 25 aniversario del club, recibe el título de 'real' y pasa a ser Royal Stade Louvaniste, en el año 1967 el nombre del club pasa a denominarse en flamenco Koninklijke Stade Leuven. Poco después de su fundación, el club ya jugaba en la Segunda división, pero fue descendido durante la reforma de las competiciones en 1926. En las décadas de los años 30 y 40 el club volvió a alcanzar la Segunda, ascendiendo a Primera en 1949. Sin embargo, su paso por la élite fue efímero, siendo colistas y descendiendo. Poco después, en 1953, descendieron a Tercera división. Cinco años más tarde, el club bajó incluso a Cuarta división; hasta los años 70 ya no volverían a ascender. Desde entonces, el club ha subido y bajado entre la tercera y la cuarta división, con algunas temporadas más en la Segunda división en la década de los 80. Cuando se produce la fusión, K Stade Leuven estaba en Tercera división.
En 1945 se fundó el club 'K Daring Club Leuven como resultado de una serie de fusiones de clubes de fútbol y atletismo (Victoria, Sporting y Hooger Op Leuven). El equipo recibió el número de matrícula 223. Más tarde, el nombre se convirtió en Koninklijke Daring Club Leuven. En 1951 este club ganó la Tercera división A, pero debido a las reformas de las ligas, la permanencia en la Segunda división se limitó a una temporada. Daring continuó jugando en Tercera división hasta 1964, lo que lo convirtió en el mejor clasificado de los dos clubes de Lovaina. A esto le siguió el descenso a la cuarta división, y en 1966 Daring terminó último y por lo tanto, volvió a desaparecer en las divisiones provinciales durante algunas temporadas más antes de volver a Cuarta división.
'FC Zwarte Duivels Oud-Heverlee se funda en 1957, ascendiendo desde las divisiones provinciales en 1996 y haciéndose con el título de Cuarta División en la temporada 1999–2000. En Tercera División jugarían en el mismo grupo que sus vecinos Stade Leuven, fundado en 1905, que habían competido más de 30 temporadas en la Segunda División y una en Primera allá por 1949. En el año 2002, FC Zwarte Duivels Oud-Heverlee tenía problemas económicos y era un equipo ascensor entre Tercera y Cuarta División desde 1991.
El ayuntamiento de Lovaina decide en 2002 que ambos clubes de Tercera división, Zwarte Duivels Oud-Heverlee y K Stade Leuven, deben fusionarse con el tercer club de Lovaina, K Daring Club Leuven, que en ese periodo jugaba en el quinto nivel de la pirámide del fútbol belga. Daring Club Leuven había disputado muchas temporadas en Segunda División, y tras haber sido el mejor club de la zona entre 1958 y 1964, había descendido a los niveles provinciales en 1979 y permanecía ahí desde entonces. El club fusionado tomó el n.º de matrícula de Zwarte Duivels Oud-Heverlee, y empezó a competir en Tercera División con el nombre de Oud-Heverlee Leuven.
Después de haber competido durante 16 años bajo el número de matrícula 6142 de Zwarte Duivels Oud-Heverlee, la antigua matrícula n.º 18 de K Stade Leuven se volvió a utilizar en julio de 2018. Esto se hace para resaltar la rica historia del fútbol de Lovaina.

### Ascenso a Primera División
OH Leuven se proclama campeón de Segunda División en la temporada 2010/11 y asciende a Primera División. Por primera vez desde la campaña 1949/50, un club de Lovaina jugaría en la máxima división nacional. La primera temporada en Primera División resultó ser un éxito inmediato. Aseguró la permanencia el 3 de marzo de 2012, tras un 0-0 ante Lierse SK, lo que significaba que un equipo de Lovaina jugaría dos temporadas consecutivas en Primera División por primera vez en la historia. Esa misma temporada además del puesto 14 en la temporada regular, fue segundo en el Play-Off 2 justo detrás de Círculo de Brujas. En la temporada 2012/13 terminaron décimos. Sin embargo, ganaron el Play-Off 2 con 10 puntos (los mismos que KV Mechelen, pero con mejor golaverage). La final de Play-Off 2 se perdió contra KAA Gent por 1-4 tanto en laida como en la vuelta. La temporada 2013/14 comenzó con mucha ambición, pero terminó con mala nota. OH Leuven terminó en penúltimo lugar después de no poder ganar a domicilio durante toda la temporada, ganado sólo 3 puntos fuera de casa. En el Play-off de descenso, demostró ser mejor que RAEC Mons, pero no pudo confirmarlo en la liguilla final contra los representantes de Segunda división donde OHL terminó último con 7 puntos.
Por lo tanto volvía a jugar la temporada 2014/15 en Segunda División tras 3 años al máximo nivel. La ambición era quedar campeón y volver a Primera División de inmediato. La temporada comenzó bien, tanto que se ganó el título de la primera vuelta. A esto siguió un período de volatilidad en el que OH Leuven tuvo que ceder el liderato. Ya no volvería a ser primero, a diferencia de Sint-Truiden VV, que se convirtió en campeón. Comenzaría la ronda final contra Lommel United, KAS Eupen y Lierse SK (que había ganado el Play-Off 3). Leuven empezó con buen pie con victorias ante Lommel United y Lierse SK y empate contra KAS Eupen. Antes de jugarse la última jornada, sacaba 2 puntos a Eupen, por lo que la última jornada le valdría el empate, el partido terminó con victoria por 0-1 para OHL tras un gol de Jovan Kostovski, que permitió regresar a Primera División el 24 de mayo de 2015 tras un año de ausencia.
La temporada 2015/16 no podía empezar peor para OHL. La impotencia ofensiva resultó en 0 de 9 puntos y lastró el inicio de temporada. A pesar de la clase de jugadores como Yohan Croizet, John Bostock y especialmente el delantero del KRC Genk Leandro Trossard, el entrenador Jacky Mathijssen no encontró un once tipo. Solo después de 16 jornadas intervino la directiva y Mathijssen fue cesado. Su reemplazo fue Emilio Ferrera, que rápidamente mejoró resultados. Sin embargo, la mala herencia y los puntos obtenidos no fueron suficientes para mantener la categoría. Sin embargo, OH Leuven se mantenía fuera de descenso, pero en la última jornada necesitaban sacar un punto en casa contra el Club Brujas, pero el líder de la clasificación se llevó la victoria. Westerlo venció al ya salvado Waasland-Beveren y así Leuven quedó colista y descendió a Segunda División.

### La compra de King Power
La penitencia en Segunda División duraría cuatro temporadas. En la primera, OH Leuven tuvo que jugar el play-off de descenso y en la última jornada logró mantener la categoría en el partido en casa ante el Lommel (victoria por 1-0), lo que significa que éste descendía. En 2017 la propiedad fue comprada por King Power International Group, que también es propietaria de Leicester City en Inglaterra. Por lo tanto la ambición era ascender a Primera lo antes posible. La primera temporada bajo King Power, OHL estuvo en la parte alta de la tabla, pero no pudo ganar una vuelta, por lo que (a pesar de un segundo lugar en la competencia regular) no se le permitió competir por el ascenso. En el Play-Off 2 terminó en cuarto lugar. La temporada 2018/2019 fue un desastre, luchando por no bajar durante toda la temporada. En Play Off 3, sin embargo, logró mantenerse sin problemas. La cuarta temporada finalmente resultaría exitosa. Se ganó la primera vuelta y, después de una segunda vuelta decepcionante, disputó la final del ascenso contra Beerschot VA. El primer partido lo ganó Beerschot por 1-0. El partido de vuelta fue cancelado por la irrupción del coronavirus. Al final, la Pro League decidió que tanto OH Leuven como Beerschot VA ascenderían a Primera División. Como resultado, el partido de vuelta de la final de promoción solo se jugaría por el honor. En este partido, Beerschot volvió a ganar, esta vez por 1-4. Pese a la doble derrota en la final de ascenso, Leuven volvería a disfrutar del fútbol al más alto nivel tras 4 años en el purgatorio de Segunda.

## Estadísticas del club
| Temporada | Nivel | Nivel | Nivel | Nivel | Nivel | Nivel | Nivel | División           | Puntos | Observaciones                                                                                       | Copa de Bélgica |
| | I     | II    | III   | IV    | P.I   | P.II  | P.III |                    |        | | Copa de Bélgica |
| --- | ----- | ----- | ----- | ----- | ----- | ----- | ----- | ------------------ | ------ | --------------------------------------------------------------------------------------------------- | --------------- |
| como Oud-Heverlee Leuven (fusión de Zwarte Duivels Oud-Heverlee con K. Stade Leuven y K. Daring Club Leuven) |       |       |       |       |       |       |       |                    |        | |                 |
| 2002/03 |       |       | 2     |       |       |       |       | Tercera División B | 59     | Ronda final, con victoria contra KV Oostende, Patro Eisden, pero derrota ante Eendracht Aalst       | 4R              |
| 2003/04 |       |       | 3     |       |       |       |       | Tercera División B | 53     | | 5R              |
| 2004/05 |       |       | 2     |       |       |       |       | Tercera División B | 62     | Gana ronda final, después de derrotar a Torhout 1992 KM, KFC Denderleeuw y CS Visé                  | 4R              |
| 2005/06 |       | 6     |       |       |       |       |       | Segunda División   | 50     | | 1/8             |
| 2006/07 |       | 5     |       |       |       |       |       | Segunda División   | 56     | | 5R              |
| 2007/08 |       | 3     |       |       |       |       |       | Segunda División   | 61     | Cuarto en ronda final con 0 puntos, derrotas contra AFC Tubize, Antwerp FC y KVSK United            | 1/8             |
| 2008/09 |       | 12    |       |       |       |       |       | Segunda División   | 46     | | 1/16            |
| 2009/10 |       | 9     |       |       |       |       |       | Segunda División   | 45     | | 1/16            |
| 2010/11 |       | 1     |       |       |       |       |       | Segunda División   | 73     | | 5R              |
| 2011/12 | 14    |       |       |       |       |       |       | Primera División   | 29     | Segundo en Play-Off II A con 10 puntos                                                              | 1/16            |
| 2012/13 | 10    |       |       |       |       |       |       | Primera División   | 36     | Primero en Play-Off II B con 10 puntos, Final Play-Off II perdido con KAA Gent                      | 1/16            |
| 2013/14 | 15    |       |       |       |       |       |       | Primera División   | 27     | Primero en Play-Off III, cuarto en ronda final con 7 puntos contra St-Truiden, KAS Eupen y Mouscron | 1/8             |
| 2014/15 |       | 5     |       |       |       |       |       | Segunda División   | 61     | Gana en ronda final con 14 puntos contra Lommel United, AS Eupen y Lierse SK                        | 1/16            |
| 2015/16 | 16    |       |       |       |       |       |       | Primera División   | 29     | | 1/8             |
| | 1A    | 1B    | 1Am   | 2Am   | 3Am   | P.I   | P.II  |                    |        | |                 |
| 2016/17 |       | 7     |       |       |       |       |       | Segunda División   | 30     | Segundo en Play-Off 3 con AFC Tubize, Cercle Brugge y Lommel United                                 | 1/16            |
| 2017/18 |       | 2     |       |       |       |       |       | Segunda División   | 47     | Cuarto en Play-Off 2 con Zulte Waregem, KV Kortrijk, Excel Mouscron, Waasland-Beveren y Lierse SK   | 1/16            |
| 2018/19 |       | 7     |       |       |       |       |       | Segunda División   | 29     | Primero en Play Off 3 con Lommel SK, SV Roeselare y AFC Tubize                                      | 5R              |
| 2019/20 |       | 3     |       |       |       |       |       | Segunda División   | 46     | Campeón 1 vuelta. Ascenso como resultado de la expansión temporal de Primera a 18 equipos           | 1/16            |
| 2020/21 | 11    |       |       |       |       |       |       | Primera División   | 45     | | 1/16            |
| 2021/22 | 11    |       |       |       |       |       |       | Primera División   | 41     | |                 |
| 2022/23 | 10    |       |       |       |       |       |       | Primera División   | 48     | |                 |
| 2023/24 | 12    |       |       |       |       |       |       | Primera División   | 29     | |                 |